# Molly Bernard
Molly Kate Bernard (* 10. dubna 1988, Brooklyn, New York, USA) je americká herečka. Proslavila se rolí Lauren Heller v televizním seriálu Younger.

## Kariéra
Svou hereckou kariéru zahájila v roce 2000 v komediálním dramatu Pošli to dál, po boku Kevina Spaceyho a Haley Joela Osmenta. Po absolvování vysoké školy se vrátila na filmové plátno s krátkometrážním filmem Wrestling with the Past. V roce 2013 si zahrála postavu Wendy v seriálu Milionový lékař. V témže roce získala vedlejší roli v televizním seriálu Alpha House, kde hrála Angie Sullivanovou až do roku 2014. V roce 2015 získala vedlejší roli v televizním seriálu Younger, po boku Sutton Foster a Hilary Duff. V druhé řadě byla její postava povýšena na hlavní roli. V roce 2015 získala malou roli v komedii Stážista, po boku Roberta De Nira a Anne Hathawayové. Od roku 2018 hraje vedlejší roli Elsy Curry v seriálu Chicago Med.

## Osobní život
Je otevřeně pansexuální.

## Filmografie

### Film
| Rok  | Název                        | Role     | Poznámky |
| ---- | ---------------------------- | -------- | -------- |
| 2000 | Pošli to dál                 | Molly    |          |
| 2006 | Wrestling with the Past      | Skautka  |          |
| 2015 | Stážista                     | Samantha |          |
| 2016 | Sully: Zázrak na řece Hudson | Alison   |          |
| 2019 | Otherhood                    | Alison   |          |

### Televize
| Rok        | Název            | Role                    | Poznámky                                             |
| ---------- | ---------------- | ----------------------- | ---------------------------------------------------- |
| 2013       | Milionový lékař  | Vendula                 | díl: „Chock Full O'Nuts“                             |
| 2013-2014  | Alpha House      | Angie Sullivan          | vedlejší role, 4 díly                                |
| 2015–2021  | Younger          | Lauren Heller           | vedlejší role (1. řada), hlavní role (2. řada–dosud) |
| 2016-2017  | Transparent      | mladá Shelly Pfefferman | vedlejší role,                                       |
| 2016       | High Maintenance | Nájemnice               | díl: „Ex“                                            |
| 2018–dosud | Chicago Med      | Elsa Curry              | Opakující se                                         |
| 2018       | Mrtvý bod        | Delilah Dunny           | díl: „Warning Shot“                                  |